# Hans Aurenhammer (Kunsthistoriker, 1958)
Hans H. Aurenhammer (* 14. November 1958 in Wien) ist ein österreichischer Kunsthistoriker.

## Leben
Hans Aurenhammer wuchs als Sohn des Kunsthistorikerehepaares Hans und Gertrude Aurenhammer auf und absolvierte sein Studium der Kunstgeschichte an der Universität Wien und 1982 bis 1984 in Venedig. Er wurde 1985 mit einer Dissertation über „Studien zu Altar und Altarbild der venezianischen Renaissance“ promoviert.
Ab 1985 war Aurenhammer als Assistent am Institut für Kunstgeschichte der Universität Wien tätig. Daneben wirkte er 1990 als Lektor an der Universität Graz und 1997/98 als Gastprofessor an der Universität Venedig; 2004 habilitierte er sich. Aurenhammers Habilitationsschrift beschäftigte sich mit dem Thema „Studien zur Theorie der ‚historia‘ in Leon Battista Albertis ‚De pictura‘“. Zwischen 2004 und 2008 übte er mehrere Gastprofessuren an der Freien Universität Berlin sowie an der Technischen Universität Dresden aus.
Aurenhammer redigierte viele Jahre hindurch das „Wiener Jahrbuch für Kunstgeschichte“ und fungiert seit 2004 auch als Mitherausgeber. Von 1989 bis 1993 sowie von 2001 bis 2005 war er Mitglied des Vorstandes des Österreichischen Kunsthistorikerverbandes.
Internationale Beachtung fand Aurenhammers freimütige Auseinandersetzung mit der komplexen Geschichte des Wiener Institutes sowie der Wiener Schule der Kunstgeschichte. 2008 erhielt er den Ruf auf die Renaissanceprofessur am Kunstgeschichtlichen Institut der Universität Frankfurt am Main und wurde fast zeitgleich korrespondierendes Mitglied der Österreichischen Akademie der Wissenschaften.

## Schriften (Auswahl)
- Studien zu Altar und Altarbild der venezianischen Renaissance. Form, Funktion und historischer Kontext. Ungedruckte Dissertation, Universität Wien 1985 (Typoskript, 502 S.)
- Tizian. Die Madonna des Hauses Pesaro. Wie kommt Geschichte in ein venezianisches Altarbild? (Reihe „kunststück“, hrsg. v. Klaus Herding u. Michael Diers, Fischer Taschenbuch Nr. 10127). S. Fischer, Frankfurt a. M. 1994.
- mit Bastian Eclercy: Tizian und die Renaissance in Venedig. Prestel, München 2019, ISBN 978-3-7913-5812-3.